# Parque nacional Crows Nest

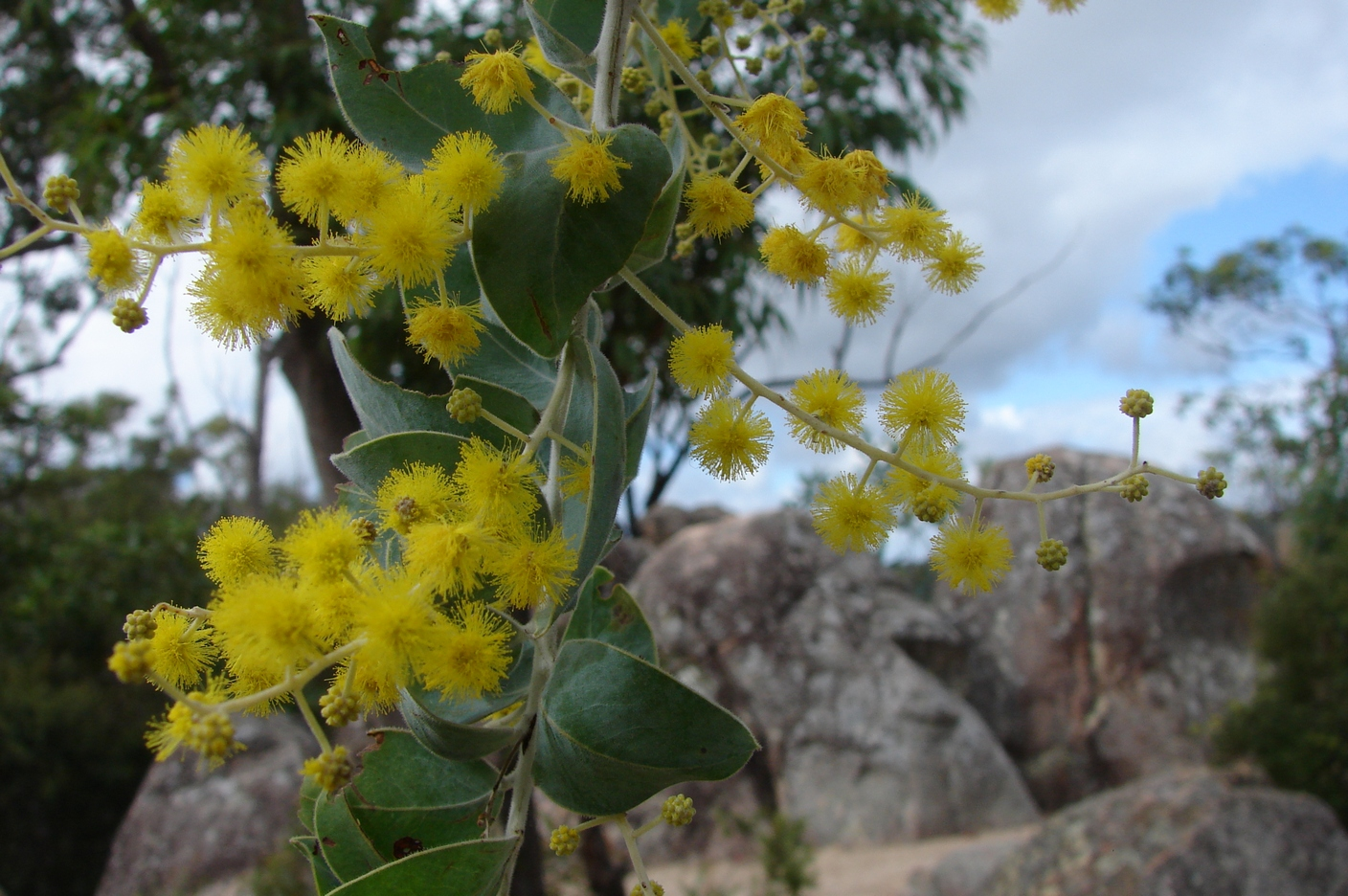
Crows Nest es un parque nacional en Queensland, ubicado a 40 km al oeste de Esk

Crows Nest es un parque nacional en Queensland (Australia), ubicado a 40 km al oeste de Esk.

## Datos
- Área: 10,20 km²
- Coordenadas: 27°15′14″S 152°04′27″E / -27.25389, 152.07417
- Fecha de Creación: 1992
- Administración: Servicio para la Vida Salvaje de Queensland
- Categoría IUCN: II

Véase también:
- Zonas protegidas de Queensland